# Campeonato Mato-Grossense de Futebol
O Campeonato Mato-Grossense de Futebol é a competição disputada pelas equipes do estado de Mato Grosso. Como o estado dividiu-se em dois em 1º de janeiro de 1979, o Operário FC e o Comercial, ambos de Campo Grande, passaram a disputar o campeonato de Mato Grosso do Sul. O campeonato é organizado pela Federação Mato-Grossense de Futebol (FMF). Seu predecessor é o Campeonato de Cuiabá de Futebol.

## Campeões
| Edição  | Ano     | Campeão                                        | Vice-campeão                      | 3.º colocado                        | 4.º colocado                      |         |
| Oficial | Oficial | Oficial                                        | Oficial                           | Oficial                             | Oficial                           | Oficial |
| ------- | ------- | ---------------------------------------------- | --------------------------------- | ----------------------------------- | --------------------------------- | ------- |
| 1ª      | 1943    | Mixto (Cuiabá) (1) Paulistano EC (Cuiabá) (1)  | Dom Bosco (Cuiabá)                | Estado Novo (Cuiabá)                | Americano-MT (Cuiabá)             |         |
| 2ª      | 1944    | Americano-MT (Cuiabá) (1) ou Não concluído     | Atlético-MT (Cuiabá)              | Mixto (Cuiabá)                      | Dom Bosco (Cuiabá)                |         |
| 3ª      | 1945    | Mixto (Cuiabá) (2)                             | Atlético-MT (Cuiabá)              | Cruzeiro-MT (Cuiabá)                | Dom Bosco (Cuiabá)                |         |
| 4ª      | 1946    | Atlético-MT (Cuiabá) (1)                       | Americano-MT (Cuiabá)             | Cruzeiro-MT (Cuiabá)                | Dom Bosco (Cuiabá)                |         |
| 5ª      | 1947    | Mixto (Cuiabá) (3)                             | Dom Bosco (Cuiabá)                | Paulistano (Cuiabá)                 | Americano-MT (Cuiabá)             |         |
| 6ª      | 1948    | Mixto (Cuiabá) (4)                             | Dom Bosco (Cuiabá)                | Paulistano (Cuiabá)                 | Palmeiras-MT (Cuiabá)             |         |
| 7ª      | 1949    | Mixto (Cuiabá) (5)                             | Palmeiras-MT (Cuiabá)             | Dom Bosco (Cuiabá)                  | Atlético-MT (Cuiabá)              |         |
| 8ª      | 1950    | Atlético-MT (Cuiabá) (2) ou Paulistano         | Dom Bosco (Cuiabá)                | CEOV (Várzea Grande)                | Campinas-MT (Campinápolis)        |         |
| 9ª      | 1951    | Mixto (Cuiabá) (6)                             | Americano-MT (Cuiabá)             | Dom Bosco (Cuiabá)                  | Cruzeiro-MT (Cuiabá)              |         |
| 10ª     | 1952    | Mixto (Cuiabá) (7)                             | Dom Bosco (Cuiabá)                | Palmeiras-MT (Cuiabá)               | CEOV (Várzea Grande)              |         |
| 11ª     | 1953    | Mixto (Cuiabá) (8)                             | Americano-MT (Cuiabá)             | Atlético-MT (Cuiabá)                | Dom Bosco (Cuiabá)                |         |
| 12ª     | 1954    | Mixto (Cuiabá) (9)                             | Dom Bosco (Cuiabá)                | Palmeiras-MT (Cuiabá)               | Atlético-MT (Cuiabá)              |         |
| 13ª     | 1955    | Atlético-MT (Cuiabá) (3)                       | Dom Bosco (Cuiabá)                | XV de Novembro-MT (Cuiabá)          | Palmeiras-MT (Cuiabá)             |         |
| 14ª     | 1956    | Atlético-MT (Cuiabá) (4)                       | Mixto (Cuiabá)                    | Palmeiras-MT (Cuiabá)               | Americano-MT (Cuiabá)             |         |
| 15ª     | 1957    | Atlético-MT (Cuiabá) (5)                       | Mixto (Cuiabá)                    | Dom Bosco (Cuiabá)                  | Palmeiras-MT (Cuiabá)             |         |
| 16ª     | 1958    | Dom Bosco (Cuiabá) (1)                         | Atlético-MT (Cuiabá)              | Mixto (Cuiabá)                      | Palmeiras-MT (Cuiabá)             |         |
| 17ª     | 1959    | Mixto (Cuiabá) (10)                            | Americano-MT (Cuiabá)             | Dom Bosco (Cuiabá)                  | CEOV (Várzea Grande)              |         |
| 18ª     | 1960    | Dom Bosco (Cuiabá) (2) ou Atlético-MT (Cuiabá) | Atlético-MT (Cuiabá)              | Palmeiras-MT (Cuiabá)               | CEOV (Várzea Grande)              |         |
| 19ª     | 1961    | Mixto (Cuiabá) (11)                            | CEOV (Várzea Grande)              | Atlético-MT (Cuiabá)                | Dom Bosco (Cuiabá)                |         |
| 20ª     | 1962    | Mixto (Cuiabá) (12)                            | Palmeiras-MT (Cuiabá)             | Americano-MT (Cuiabá)               | CEOV (Várzea Grande)              |         |
| 21ª     | 1963    | Dom Bosco (Cuiabá) (3)                         | Mixto (Cuiabá)                    | Palmeiras-MT (Cuiabá)               | Americano-MT (Cuiabá)             |         |
| 22ª     | 1964    | CEOV (Várzea Grande) (1)                       | Mixto (Cuiabá)                    | Dom Bosco (Cuiabá)                  | Palmeiras-MT (Cuiabá)             |         |
| 23ª     | 1965    | Mixto (Cuiabá) (13)                            | Dom Bosco (Cuiabá)                | Palmeiras-MT (Cuiabá)               | CEOV (Várzea Grande)              |         |
| 24ª     | 1966    | Dom Bosco (Cuiabá) (4)                         | Mixto (Cuiabá)                    | Palmeiras-MT (Cuiabá)               | CEOV (Várzea Grande)              |         |
| 25ª     | 1967    | CEOV (Várzea Grande) (2)                       | Mixto (Cuiabá)                    | Dom Bosco (Cuiabá)                  | Boa Vista-MT (Cuiabá)             |         |
| 26ª     | 1968    | CEOV (Várzea Grande) (3)                       | Boa Vista-MT (Cuiabá)             | Dom Bosco (Cuiabá)                  | Mixto (Cuiabá)                    |         |
| 27ª     | 1969    | Mixto (Cuiabá) (14)                            | Palmeiras-MT (Cuiabá)             | Dom Bosco (Cuiabá)                  | CEOV (Várzea Grande)              |         |
| 28ª     | 1970    | Mixto (Cuiabá) (15)                            | Comercial-MS (Campo Grande)       | Operário-MS (Campo Grande)          | Dom Bosco (Cuiabá)                |         |
| 29ª     | 1971    | Dom Bosco (Cuiabá) (5)                         | Mixto (Cuiabá)                    | Operário-MS (Campo Grande)          | CEOV (Várzea Grande)              |         |
| 30ª     | 1972    | CEOV (Várzea Grande) (4)                       | Comercial-MS (Campo Grande)       | Dom Bosco (Cuiabá)                  | Mixto (Cuiabá)                    |         |
| 31ª     | 1973    | CEOV (Várzea Grande) (5)                       | Mixto (Cuiabá)                    | Dom Bosco (Cuiabá)                  | Comercial-MS (Campo Grande)       |         |
| 32ª     | 1974    | Operário-MS (Campo Grande) (1)                 | Dom Bosco (Cuiabá)                | Mixto (Cuiabá)                      | CEOV (Várzea Grande)              |         |
| 33ª     | 1975    | Comercial-MS (Campo Grande) (1)                | União Rondonópolis (Rondonópolis) | Dom Bosco (Cuiabá)                  | Mixto (Cuiabá)                    |         |
| 34ª     | 1976    | Operário-MS (Campo Grande) (2)                 | Mixto (Cuiabá)                    | União Rondonópolis (Rondonópolis)   | Comercial (Campo Grande)          |         |
| 35ª     | 1977    | Operário-MS (Campo Grande) (3)                 | Comercial (Campo Grande)          | Dom Bosco (Cuiabá)                  | CEOV (Várzea Grande)              |         |
| 36ª     | 1978    | Operário-MS (Campo Grande) (4)                 | Mixto (Cuiabá)                    | Dom Bosco (Cuiabá)                  | Comercial (Campo Grande)          |         |
| 37ª     | 1979    | Mixto (Cuiabá) (16)                            | Dom Bosco (Cuiabá)                | União Rondonópolis (Rondonópolis)   | CEOV (Várzea Grande)              |         |
| 38ª     | 1980    | Mixto (Cuiabá) (17)                            | União Rondonópolis (Rondonópolis) | Operário (Várzea Grande)            | Barra do Garças (Barra do Garças) |         |
| 39ª     | 1981    | Mixto (Cuiabá) (18)                            | CEOV (Várzea Grande)              | Barra do Garças (Barra do Garças)   | União Rondonópolis (Rondonópolis) |         |
| 40ª     | 1982    | Mixto (Cuiabá) (19)                            | CEOV (Várzea Grande)              | Barra do Garças (Barra do Garças)   | Palmeiras-MT (Cuiabá)             |         |
| 41ª     | 1983    | Operário (Várzea Grande) (6)                   | Mixto (Cuiabá)                    | União Rondonópolis (Rondonópolis)   | Barra do Garças (Barra do Garças) |         |
| 42ª     | 1984    | Mixto (Cuiabá) (20)                            | União Rondonópolis (Rondonópolis) | Operário (Várzea Grande)            | Barra do Garças (Barra do Garças) |         |
| 43ª     | 1985    | CEOV (Várzea Grande) (7)                       | Mixto (Cuiabá)                    | Barra do Garças (Barra do Garças)   | União Rondonópolis (Rondonópolis) |         |
| 44ª     | 1986    | CEOV (Várzea Grande) (8)                       | Mixto (Cuiabá)                    | Dom Bosco (Cuiabá)                  | União Rondonópolis (Rondonópolis) |         |
| 45ª     | 1987    | CEOV (Várzea Grande) (9)                       | Mixto (Cuiabá)                    | Dom Bosco (Cuiabá)                  | União Rondonópolis (Rondonópolis) |         |
| 46ª     | 1988    | Mixto (Cuiabá) (21)                            | Barra do Garças (Barra do Garças) | Grêmio Jaciara (Jaciara)            | Palmeiras-MT (Cuiabá)             |         |
| 47ª     | 1989    | Mixto (Cuiabá) (22)                            | Dom Bosco (Cuiabá)                | Sinop (Sinop)                       | União Rondonópolis (Rondonópolis) |         |
| 48ª     | 1990    | Sinop (Sinop) (1)                              | Dom Bosco (Cuiabá)                | Mixto (Cuiabá)                      | Independente (Poxoréu)            |         |
| 49ª     | 1991    | Dom Bosco (Cuiabá) (6)                         | União Rondonópolis (Rondonópolis) | Juventude (Primavera do Leste)      | Barra do Garças (Barra do Garças) |         |
| 50ª     | 1992    | Sorriso (Sorriso) (1)                          | Mixto (Cuiabá)                    | Dom Bosco (Cuiabá)                  | União Rondonópolis (Rondonópolis) |         |
| 51ª     | 1993    | Sorriso (Sorriso) (2)                          | CEOV (Várzea Grande)              | Mixto (Cuiabá)                      | Sinop (Sinop)                     |         |
| 52ª     | 1994    | CEOV (Várzea Grande) (10)                      | Dom Bosco (Cuiabá)                | Sorriso (Sorriso)                   | Sinop (Sinop)                     |         |
| 53ª     | 1995    | CEOV (Várzea Grande) (11)                      | União Rondonópolis (Rondonópolis) | Sinop (Sinop)                       | Cáceres (Cáceres)                 |         |
| 54ª     | 1996    | Mixto (Cuiabá) (23)                            | Sinop (Sinop)                     | EC Operário (Várzea Grande)         | Barra do Garças (Barra do Garças) |         |
| 55ª     | 1997    | EC Operário (Várzea Grande) (1)                | União Rondonópolis (Rondonópolis) | Cáceres (Cáceres)                   | Dom Bosco (Cuiabá)                |         |
| 56ª     | 1998    | Sinop (Sinop) (2)                              | EC Operário (Várzea Grande)       | Barra do Garças (Barra do Garças)   | União Rondonópolis (Rondonópolis) |         |
| 57ª     | 1999    | Sinop (Sinop) (3)                              | Juventude (Primavera do Leste)    | Diamantino (Diamantino)             | Palmeiras-MT (Cuiabá)             |         |
| 58ª     | 2000    | Juventude (Primavera do Leste) (1)             | Sinop (Sinop)                     | Mixto (Cuiabá)                      | Berga (Cuiabá)                    |         |
| 59ª     | 2001    | Juventude (Primavera do Leste) (2)             | União Rondonópolis (Rondonópolis) | Mixto (Cuiabá)                      | Sinop (Sinop)                     |         |
| 60ª     | 2002    | CEOV (Várzea Grande) (12)                      | Juventude (Primavera do Leste)    | União Rondonópolis (Rondonópolis)   | Arsenal-MT (Sorriso)              |         |
| 61ª     | 2003    | Cuiabá (Cuiabá) (1)                            | Barra do Garças (Barra do Garças) | Santa Cruz (Barra do Bugres)        | Grêmio Jaciara (Jaciara)          |         |
| 62ª     | 2004    | Cuiabá (Cuiabá) (2)                            | União Rondonópolis (Rondonópolis) | Vila Aurora (Rondonópolis)          | Operário FC (Várzea Grande)       |         |
| 63ª     | 2005    | Vila Aurora (Rondonópolis) (1)                 | Operário FC (Várzea Grande)       | União Rondonópolis (Rondonópolis)   | Grêmio Jaciara (Jaciara)          |         |
| 64ª     | 2006    | Operário FC (Várzea Grande) (1)                | Barra do Garças (Barra do Garças) | União Rondonópolis (Rondonópolis)   | Luverdense (Lucas do Rio Verde)   |         |
| 65ª     | 2007    | Cacerense (Cáceres) (1)                        | Grêmio Jaciara (Jaciara)          | União Rondonópolis (Rondonópolis)   | Vila Aurora (Rondonópolis)        |         |
| 66ª     | 2008    | Mixto (Cuiabá) (24)                            | União Rondonópolis (Rondonópolis) | Luverdense (Lucas do Rio Verde)     | Barra do Garças (Barra do Garças) |         |
| 67ª     | 2009    | Luverdense (Lucas do Rio Verde) (1)            | Araguaia (Alto Araguaia)          | Sorriso (Sorriso)                   | Vila Aurora (Rondonópolis)        |         |
| 68ª     | 2010    | União Rondonópolis (Rondonópolis) (1)          | Operário FC (Várzea Grande)       | Araguaia (Alto Araguaia)            | Vila Aurora (Rondonópolis)        |         |
| 69ª     | 2011    | Cuiabá (Cuiabá) (3)                            | Barra do Garças (Barra do Garças) | União Rondonópolis (Rondonópolis)   | Vila Aurora (Rondonópolis)        |         |
| 70ª     | 2012    | Luverdense (Lucas do Rio Verde) (2)            | Cuiabá (Cuiabá)                   | Mixto (Cuiabá)                      | Vila Aurora (Rondonópolis)        |         |
| 71ª     | 2013    | Cuiabá (Cuiabá) (4)                            | Mixto (Cuiabá)                    | Luverdense (Lucas do Rio Verde)     | Mato Grosso (Cuiabá)              |         |
| 72ª     | 2014    | Cuiabá (Cuiabá) (5)                            | Luverdense (Lucas do Rio Verde)   | CEOV (Várzea Grande)                | Sinop (Sinop)                     |         |
| 73ª     | 2015    | Cuiabá (Cuiabá) (6)                            | CEOV (Várzea Grande)              | Luverdense (Lucas do Rio Verde)     | Rondonópolis (Rondonópolis)       |         |
| 74ª     | 2016    | Luverdense (Lucas do Rio Verde) (3)            | Sinop (Sinop)                     | Atlética Araguaia (Barra do Garças) | Cuiabá (Cuiabá)                   |         |
| 75ª     | 2017    | Cuiabá (Cuiabá) (7)                            | Sinop (Sinop)                     | Luverdense (Lucas do Rio Verde)     | Dom Bosco (Cuiabá)                |         |
| 76ª     | 2018    | Cuiabá (Cuiabá) (8)                            | Sinop (Sinop)                     | Luverdense (Lucas do Rio Verde)     | União Rondonópolis (Rondonópolis) |         |
| 77ª     | 2019    | Cuiabá (Cuiabá) (9)                            | CEOV (Várzea Grande)              | União Rondonópolis (Rondonópolis)   | Luverdense (Lucas do Rio Verde)   |         |
| 78ª     | 2020    | Nova Mutum (Nova Mutum) (1)                    | União Rondonópolis (Rondonópolis) | Luverdense (Lucas do Rio Verde)     | Dom Bosco (Cuiabá)                |         |
| 79ª     | 2021    | Cuiabá (Cuiabá) (10)                           | CEOV (Várzea Grande)              | Ação (Santo Antônio de Leverger)    | Nova Mutum (Nova Mutum)           |         |
| 80ª     | 2022    | Cuiabá (Cuiabá) (11)                           | União Rondonópolis (Rondonópolis) | Luverdense (Lucas do Rio Verde)     | Dom Bosco (Cuiabá)                |         |
| 81ª     | 2023    | Cuiabá (Cuiabá) (12)                           | União Rondonópolis (Rondonópolis) | CEOV (Várzea Grande)                | Luverdense (Lucas do Rio Verde)   |         |
| 82ª     | 2024    | Cuiabá (Cuiabá) (13)                           | União Rondonópolis (Rondonópolis) | Luverdense (Lucas do Rio Verde)     | Mixto (Cuiabá)                    |         |
| 83ª     | 2025    | Primavera (Primavera do Leste) (1)             | Cuiabá (Cuiabá)                   | Mixto (Cuiabá)                      | CEOV (Várzea Grande)              |         |

## Títulos

### Por equipe
| Clube                             | Campeão | Ano(s) do(s) Título(s) | Vice | Ano(s) do(s) Vice(s)                                                                           |
| --------------------------------- | ------- | --- | ---- | ---------------------------------------------------------------------------------------------- |
| Mixto (Cuiabá)                    | 24      | 1943*, 1945, 1947, 1948, 1949, 1951, 1952, 1953, 1954, 1959, 1961, 1962, 1965, 1969, 1970, 1979, 1980, 1981 1982, 1984, 1988, 1989, 1996, 2008 | 16   | 1956, 1957, 1963, 1964, 1966, 1967, 1971, 1973, 1976, 1978, 1983, 1985, 1986, 1987, 1992, 2013 |
| Cuiabá (Cuiabá)                   | 13      | 2003, 2004, 2011, 2013, 2014, 2015, 2017, 2018, 2019, 2021, 2022, 2023 e 2024                                                                  | 2    | 2012 e 2025                                                                                    |
| Operário VG (Várzea Grande)       | 12      | 1964, 1967, 1968, 1972, 1973, 1983, 1985, 1986, 1987, 1994, 1995, 2002                                                                         | 7    | 1961, 1981, 1982, 1993, 2015, 2019, 2021                                                       |
| Dom Bosco (Cuiabá)                | 6       | 1958, 1960*, 1963, 1966, 1971, 1991 | 14   | 1943, 1947, 1948, 1950, 1952, 1954, 1955, 1960*, 1965, 1974, 1979, 1989, 1990, 1994            |
| Atlético Matogrossense (Cuiabá)   | 6       | 1946, 1950*, 1955, 1956, 1957, 1960* | 4    | 1944, 1945, 1958, 1960*                                                                        |
| Operário-MS (Campo Grande)        | 4       | 1974, 1976, 1977, 1978 | 0    |                                                                                                |
| Sinop (Sinop)                     | 3       | 1990, 1998, 1999 | 5    | 1996, 2000, 2016, 2017, 2018                                                                   |
| Luverdense (Lucas do Rio Verde)   | 3       | 2009, 2012, 2016 | 1    | 2014                                                                                           |
| Juventude-MT (Primavera do Leste) | 2       | 2000, 2001 | 2    | 1999, 2002                                                                                     |
| Paulistano (Cuiabá)               | 2       | 1943*, 1950* | 0    |                                                                                                |
| Sorriso (Sorriso)                 | 2       | 1992, 1993 | 0    |                                                                                                |
| União Rondonópolis (Rondonópolis) | 1       | 2010 | 13   | 1975, 1980, 1984, 1991, 1995, 1997, 2001, 2004, 2008, 2020, 2022, 2023, 2024                   |
| Americano-MT (Cuiabá)             | 1       | 1944* | 4    | 1946, 1951, 1953, 1959                                                                         |
| Comercial-MS (Campo Grande)       | 1       | 1975 | 3    | 1970, 1972, 1977                                                                               |
| Operário FC (Várzea Grande)       | 1       | 2006 | 2    | 2005, 2010                                                                                     |
| EC Operário (Várzea Grande)       | 1       | 1997 | 1    | 1998                                                                                           |
| Vila Aurora (Rondonópolis)        | 1       | 2005 | 0    |                                                                                                |
| Cacerense (Cáceres)               | 1       | 2007 | 0    |                                                                                                |
| Nova Mutum (Nova Mutum)           | 1       | 2020 | 0    |                                                                                                |
| Primavera (Primavera do Leste)    | 1       | 2025 | 0    |                                                                                                |
| Barra do Garças (Barra do Garças) | 0       | | 4    | 1988, 2003, 2006, 2011                                                                         |
| Mato Grosso (Cuiabá)              | 0       | | 3    | 1949, 1962, 1969                                                                               |
| Boa Vista (Cuiabá)                | 0       | | 1    | 1968                                                                                           |
| Grêmio Jaciara (Jaciara)          | 0       | | 1    | 2007                                                                                           |
| Araguaia AC (Alto Araguaia)       | 0       | | 1    | 2009                                                                                           |

Em itálico, estão os clubes extintos ou inativos.
* Títulos incertos
 Campeão Invicto.

## Títulos por cidade
| Cidade             | Títulos |
| ------------------ | ------- |
| Cuiabá             | 52      |
| Várzea Grande      | 14      |
| Campo Grande (MS)  | 5       |
| Sinop              | 3       |
| Lucas do Rio Verde | 3       |
| Primavera do Leste | 3       |
| Sorriso            | 2       |
| Rondonópolis       | 2       |
| Cáceres            | 1       |
| Nova Mutum         | 1       |

### Campeões consecutivos

#### Tetracampeonatos
- Mixto : 2 vezes (1951-52-53-54, 1979-80-81-82)
- Cuiabá: 1 vez (2021-22-23-24)

#### Tricampeonatos
- Cuiabá: 2 vezes (2013-14-15, 2017-18-19)
- Atlético-MT: 1 vez (1955-56-57)
- Mixto: 1 vez (1947-48-49)
- Operário: 1 vez (1985-86-87)
- Operário-CG: 1 vez (1976-77-78)

#### Bicampeonatos
- Operário: 3 vezes (1967-68, 1972-73, 1994-95)
- Mixto: 2 vezes (1961-62, 1988-89)
- Cuiabá: 1 vez (2003-04)
- Juventude: 1 vez (2000-01)
- Sinop: 1 vez (1998-99)
- Sorriso: 1 vez ( 1992-93)

## Artilheiros
| Artilheiros do Campeonato Mato-Grossense de Futebol | Artilheiros do Campeonato Mato-Grossense de Futebol | Artilheiros do Campeonato Mato-Grossense de Futebol | Artilheiros do Campeonato Mato-Grossense de Futebol |
| --------------------------------------------------- | --------------------------------------------------- | --------------------------------------------------- | --------------------------------------------------- |

| Ano  | Artilheiro                      | Clube                                              | Gols |
| ---- | ------------------------------- | -------------------------------------------------- | ---- |
| 1956 | Bianchi                         | Mixto (Cuiabá)                                     |      |
| 1957 |                                 |                                                    |      |
| 1958 |                                 |                                                    |      |
| 1959 | Bianchi                         | Mixto (Cuiabá)                                     | 30   |
| 1960 |                                 |                                                    |      |
| 1961 |                                 |                                                    |      |
| 1962 |                                 |                                                    |      |
| 1963 |                                 |                                                    |      |
| 1964 |                                 |                                                    |      |
| 1965 |                                 |                                                    |      |
| 1966 |                                 |                                                    |      |
| 1967 |                                 |                                                    |      |
| 1968 | Valter Fischer                  | Mixto (Cuiabá)                                     | 11   |
| 1969 |                                 |                                                    |      |
| 1970 |                                 |                                                    |      |
| 1971 |                                 |                                                    |      |
| 1972 |                                 |                                                    |      |
| 1973 | Gílson Lira                     | Operário (Várzea Grande)                           | 14   |
| 1974 | Tadeu Macrini                   | Operário (Campo Grande)                            | 12   |
| 1975 | Gílson Lira                     | União Rondonópolis (Rondonópolis)                  | 15   |
| 1976 | Gílson Lira                     | União Rondonópolis (Rondonópolis)                  | 23   |
| 1977 | Bife                            | Comercial (Campo Grande)                           | 19   |
| 1977 | Coquinho                        | Industriária (Campo Grande)                        | 19   |
| 1978 | Tadeu Macrini                   | Operário (Campo Grande)                            | 19   |
| 1979 | Bife                            | Comercial (Campo Grande)                           | 14   |
| 1979 | Gílson Lira                     | União Rondonópolis (Rondonópolis)                  | 14   |
| 1980 | Bife                            | Comercial (Campo Grande)                           | 13   |
| 1981 | Tostão                          | Mixto (Cuiabá)                                     | 19   |
| 1982 | Vanderlei                       | Mixto (Cuiabá)                                     | 11   |
| 1983 | Bife                            | Operário (Várzea Grande)                           | 10   |
| 1984 | Ademar                          | União Rondonópolis (Rondonópolis)                  | 10   |
| 1985 | Dito Siqueira                   | Operário (Várzea Grande)                           | 14   |
| 1986 | Sérgio Luiz                     | Operário (Várzea Grande)                           | 10   |
| 1987 | Evaristo                        | Mixto (Cuiabá)                                     | 10   |
| 1988 | Arildo                          | Mixto (Cuiabá)                                     | 8    |
| 1989 | Vítor                           | Dom Bosco (Cuiabá)                                 | 9    |
| 1989 | Silvinho                        | Mixto (Cuiabá)                                     | 9    |
| 1990 | Carlinhos Urbano                | Sinop (Sinop)                                      | 13   |
| 1991 | Índio                           | União Rondonópolis (Rondonópolis)                  | 16   |
| 1992 | Dito Siqueira                   | Sinop (Sinop)                                      | 14   |
| 1993 | Krüger                          | Sorriso (Sorriso)                                  | 13   |
| 1994 | Wender                          | Operário (Várzea Grande)                           | 17   |
| 1995 | Bujica                          | Operário (Várzea Grande)                           | 23   |
| 1996 | Zé Hilton                       | EC Operário (Várzea Grande)                        | 11   |
| 1997 | Rivair                          | Cáceres (Cáceres)                                  | 13   |
| 1998 | Marcelinho                      | Sinop (Sinop)                                      | 7    |
| 1999 | Tatau                           | Sinop (Sinop)                                      | 17   |
| 2000 | Moreno                          | Berga (Cuiabá)                                     | 21   |
| 2000 | Índio                           | Sinop (Sinop)                                      | 21   |
| 2001 | Moreno                          | Juventude (Primavera do Leste)                     | 14   |
| 2002 | Moreno                          | Juventude (Primavera do Leste)                     | 12   |
| 2003 | Diogo                           | União Rondonópolis (Rondonópolis)                  | 12   |
| 2004 | Diogo                           | União Rondonópolis (Rondonópolis)                  | 22   |
| 2004 | Zumbi                           | Vila Aurora (Rondonópolis)                         | 22   |
| 2005 | Rinaldo                         | Operário FC (Várzea Grande)                        | 16   |
| 2005 | Moreno                          | Vila Aurora (Rondonópolis)                         | 16   |
| 2006 | Rinaldo                         | Operário FC (Várzea Grande)                        | 14   |
| 2007 | Cafú                            | Barra do Garças (Barra do Garças)                  | 12   |
| 2008 | Diogo                           | União Rondonópolis (Rondonópolis)                  | 18   |
| 2009 | Maico Gaúcho                    | Luverdense (Lucas do Rio Verde)                    | 9    |
| 2010 | Paulinho Marília                | Luverdense (Lucas do Rio Verde)                    | 10   |
| 2010 | Douglas                         | Operário FC (Várzea Grande)                        | 10   |
| 2011 | Fernando                        | Cuiabá (Cuiabá)                                    | 12   |
| 2012 | Valdir Papel                    | Luverdense (Lucas do Rio Verde)                    | 16   |
| 2013 | Igor                            | Cuiabá (Cuiabá)                                    | 8    |
| 2014 | Juliano Fogaça                  | Sinop (Sinop)                                      | 5    |
| 2015 | Cabixi                          | Poconé (Poconé)                                    | 8    |
| 2016 | Alfredo                         | Luverdense (Lucas do Rio Verde)                    | 13   |
| 2017 | Andrezinho                      | Sinop (Sinop)                                      | 8    |
| 2018 | Jenison                         | Cuiabá (Cuiabá)                                    | 7    |
| 2019 | Caio Dantas                     | Cuiabá (Cuiabá)                                    | 8    |
| 2020 | Maxwell Robinson Ualison Picaxu | Cuiabá (Cuiabá) Sinop (Sinop) CEOV (Várzea Grande) | 9    |
| 2021 | Lucas Cardoso                   | CEOV (Várzea Grande)                               | 8    |
| 2022 | Peu Rodriguinho                 | Sport Sinop (Sinop) Cuiabá (Cuiabá)                | 8    |
| 2023 | Daniel                          | CEOV (Várzea Grande)                               | 9    |
| 2024 | Joãozinho                       | Luverdense (Lucas do Rio Verde)                    | 10   |
| 2025 | Derik Lacerda                   | Cuiabá (Cuiabá)                                    | 6    |